# カーン
カーン（Caen [kɑ̃] ( 音声ファイル)）は、フランスの北西部に位置する都市で、カルヴァドス県の県庁所在地である。カンとも表記される。

## 概要
フランスを代表する城下町の一つ。2021年現在の人口は10万8200人、面積は26km2。カーン都市圏は21万人の人口を有する。
第二次世界大戦の終盤、ノルマンディー上陸作戦の後、ドイツ軍と英連邦軍によりカーン周辺は2カ月近くにわたって激戦地（カーンの戦い）となり、街も連合軍によるドイツ軍を狙った空襲（しかし駐留していた第12SS装甲師団は街を出ており、フランスの民間人だけが多数犠牲となった）により聖堂と病院を残し灰燼に帰した。カナダ軍とイギリス軍がカーンを確保したのは1944年7月9日である。街の再建には14年間（1948年 - 1962年）が費やされた。

## 歴史的遺産

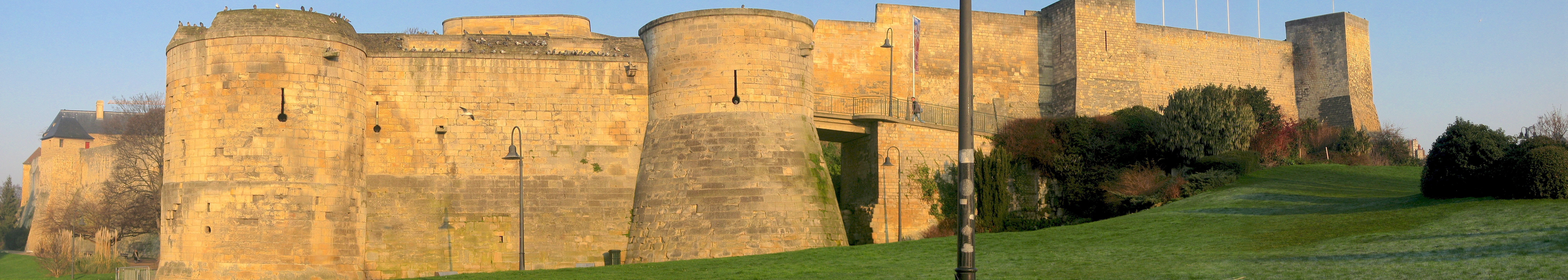
カーン城

カーンはローマ時代には'Catumagos',として知られており、ゴール語でmagosは野原、 catuは戦いを意味する。 
ローマ時代を通して小さな入植地のままであったが、10世紀にはノルマンディー公の支援のもとで大きな発展をみた。
カーンは中世からの歴史を持ち、ノルマンディー公兼イングランド王ウィリアム1世の建てた城、修道院、教会などの歴史的建造物で知られる。1060年頃に建てられたカーン城は、西ヨーロッパでも最大級の中世城砦である。
またウィリアム1世は王妃マティルダとの結婚を改悛するため、街に2つの修道院を建設させた。1063年に完成された男子修道院は聖エティエンヌ（ステファノ）に、1060年に完成された女子修道院は聖ジルに献堂された。両修道院は後に廃止され、建物は現在はそれぞれ、市庁舎と地域圏議会議事堂として使用されている。
第二次世界大戦の犠牲者への記念として、平和記念碑（Mémorial pour la Paix）が建てられている。

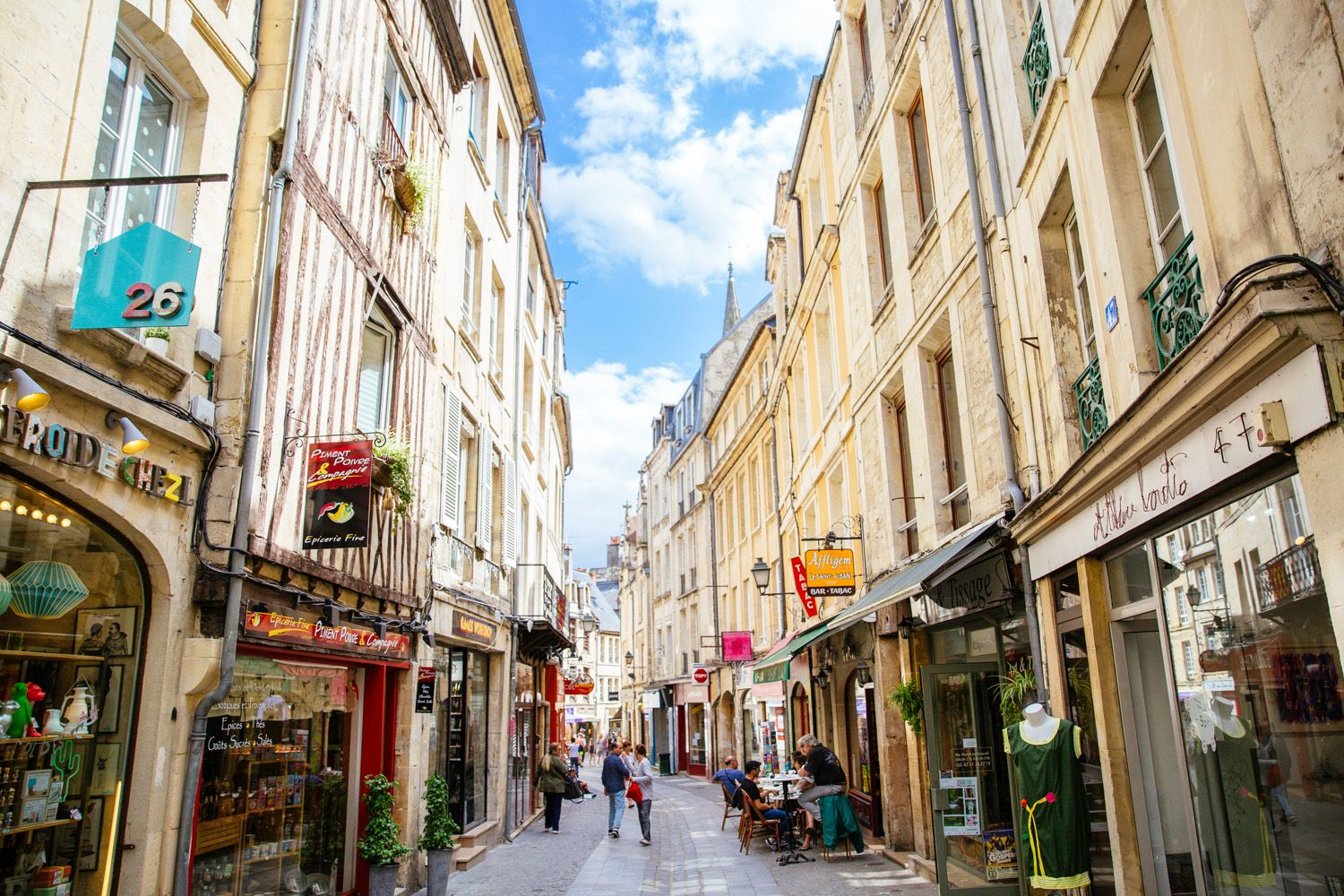
旧市街

## 教育
カーン大学は1432年、イングランド王兼フランス王ヘンリー6世の叔父でフランス摂政ベッドフォード公ジョン・オブ・ランカスターにより創立された。1438年には既に5つの学部を備えていた大学の設立は、1452年にはフランス王シャルル7世によっても正式に追認された。1944年に空襲により破壊された後、1948年より再建が開始され、1957年に新校舎が落成した。

## 交通
都市交通はバスとゴムタイヤトラム（2002年に導入、TVR方式）が主力。しかし、同一のシステムを導入したナンシーに於けるシステム上の走行トラブルや事故、法的問題の頻発を鑑み、鉄軌道方式のLRTに転換する方針が定められ、2017年にそれまでのゴムタイヤトラムを廃止し、2019年開業の鉄軌道方式のLRT｢トラムウェイ・カーン｣に転換した。

## 関係者

### 出身者
- グロスター伯ロバート - イングランド王ヘンリー1世の息子
- ピエール・ヴァリニョン - 数学者
- ダニエル＝フランソワ＝エスプリ・オベール - 作曲家
- アンドレ・ダンジョン - 天文学者
- ジャン＝ピエール・ジョッソー - レーシングドライバー
- Qebrus - グリッチ/IDMアーティスト

### 居住その他ゆかりある人物
- シャルロット・コルデー（“暗殺の天使”、ジャン＝ポール・マラー刺殺者） - 13歳でカーンの修道院に入り、のちフランス革命期にジロンド派に与し、パリ（現在のパリ6区）でジャコバン派のマラーを刺殺した。
- レオン・ワルラス（近代経済学の根本を創り上げた経済学者） - カーンのコレージュ・ド・カーン (現在のLycée Malherbe)からドゥーエの学校に転校した。

## 姉妹都市
- ヴュルツブルク（ドイツ）1962年
- ポーツマス（イギリス）1987年
- コヴェントリー（イギリス）
- ナッシュビル（アメリカ合衆国 テネシー州）1991年
- アレクサンドリア（アメリカ合衆国 バージニア州）1991年
- ティエス（セネガル）1992年
- 台中市（中華民国）2012年

## 関連事項
- SMカーン - カーンを本拠地とするサッカークラブ。